# U-20-Fußball-Weltmeisterschaft der Frauen 2010/Finalrunde
Die Spiele der Finalrunde der U-20-Fußball-Weltmeisterschaft der Frauen 2010 waren:

## Übersicht
| Gruppe A       | Gruppe B     | Gruppe C   | Gruppe D    |
| -------------- | ------------ | ---------- | ----------- |
| 1. Deutschland | 1. Schweden  | 1. Mexiko  | 1. USA      |
| 2. Kolumbien   | 2. Nordkorea | 2. Nigeria | 2. Südkorea |

### Spielplan
|  | Viertelfinale             | Viertelfinale             |                        |                            | Halbfinale                 | Halbfinale |  |  | Finale                     | Finale                     |
|  |                           |                           |                        |                            |                            |            |  |  |                            |                            |
|  | 24. Juli 2010 – Bochum    |                           |                        |                            |                            |            |  |  |                            |                            |
|  | Deutschland               | 2                         |                        |                            |                            |            |  |  |                            |                            |
|  | Deutschland               | 2                         | 29. Juli 2010 – Bochum |                            |                            |            |  |  |                            |                            |
|  | Nordkorea                 | 0                         |                        |                            |                            |            |  |  |                            |                            |
|  | Nordkorea                 | 0                         | Deutschland            | 5                          |                            |            |  |  |                            |                            |
|  |                           |                           | Deutschland            | 5                          |                            |            |  |  |                            |                            |
|  |                           | Südkorea                  | 1                      |                            |                            |            |  |  |                            |                            |
|  | Mexiko                    | Südkorea                  | 1                      | 1                          |                            |            |  |  |                            |                            |
|  | Mexiko                    |                           |                        | 1                          |                            |            |  |  |                            |                            |
|  | Südkorea                  | 3                         |                        | 1. August 2010 – Bielefeld | 1. August 2010 – Bielefeld |            |  |  |                            |                            |
|  | 25. Juli 2010 – Dresden   | 25. Juli 2010 – Dresden   | Deutschland            | 2                          |                            |            |  |  |                            |                            |
|  | 24. Juli 2010 – Bielefeld | 24. Juli 2010 – Bielefeld |                        | Nigeria                    | 0                          |            |  |  |                            |                            |
|  | Schweden                  | 0                         |                        |                            |                            |            |  |  |                            |                            |
|  | Kolumbien                 | 2                         |                        |                            |                            |            |  |  |                            |                            |
|  | Kolumbien                 | 2                         | Kolumbien              | 0                          |                            |            |  |  |                            |                            |
|  |                           |                           | Kolumbien              | 0                          | Spiel um Platz 3           |            |  |  |                            |                            |
|  |                           | Nigeria                   | 1                      |                            |                            |            |  |  |                            |                            |
|  | USA                       | Nigeria                   | 1                      | 1 (2)                      | Südkorea                   | 1          |  |  |                            |                            |
|  | USA                       | 29. Juli 2010 – Bielefeld |                        | 1 (2)                      | Südkorea                   | 1          |  |  |                            |                            |
|  | Nigeria                   | ¹1 (4)¹                   |                        | Kolumbien                  | 0                          |            |  |  |                            |                            |
|  | Nigeria                   | ¹1 (4)¹                   |                        |                            | 0                          |            |  |  |                            |                            |
|  | 25. Juli 2010 – Augsburg  | 25. Juli 2010 – Augsburg  |                        |                            |                            |            |  |  | 1. August 2010 – Bielefeld | 1. August 2010 – Bielefeld |

¹ Sieg im Elfmeterschießen

## Viertelfinale

### Deutschland – Nordkorea2:0 (1:0)
| Deutschland                                        | Deutschland | Nordkorea | Nordkorea |
| -------------------------------------------------- | --- | --- | --------- |
| Deutschland                                        | \| 1. Viertelfinale \| \| 24. Juli 2010 um 18:00 Uhr in Bochum (Ruhrstadion) \| \| Zuschauer: 16.946 \| \| Schiedsrichterin: Silvia Reyes Juárez ( Peru) \| \| Spielbericht \|                                                                | \| 1. Viertelfinale \| \| 24. Juli 2010 um 18:00 Uhr in Bochum (Ruhrstadion) \| \| Zuschauer: 16.946 \| \| Schiedsrichterin: Silvia Reyes Juárez ( Peru) \| \| Spielbericht \|                                              | Nordkorea |
| Deutschland                                        | Almuth Schult – Tabea Kemme, Marith Priessen, Kristina Gessat, Marina Hegering , Svenja Huth (86. Selina Wagner), Dzsenifer Marozsán, Alexandra Popp, Sylvia Arnold (80. Turid Knaak), Kim Kulig, Bianca Schmidt Cheftrainerin: Maren Meinert | Hong Myong-hui – Hyon Un-hui, Jo Myong-hui, Yun Song-mi, Choe Un-ju, Choe Mi-gyong, Kim Myong-gum (72. Ho Un-byol), Kim Chung-sim , Yun Hyon-hi, Jon Myong-hwa (80. Kim Un-hyang), Sin Sol-ryon Cheftrainer: Choe Kwang-sok | Nordkorea |
| Deutschland                                        | 1:0 Popp (43.) 2:0 Arnold (69.) | | Nordkorea |
| Deutschland                                        | Marozsán (40.) | Choe Mi-gyong (15.), Hyon Un-hui (72.), Ho Un-byol (80.) | Nordkorea |
| Deutschland                                        | Choe Mi-gyong (53.) | | Nordkorea |
| 1. Viertelfinale                                   | | |           |
| 24. Juli 2010 um 18:00 Uhr in Bochum (Ruhrstadion) | | |           |
| Zuschauer: 16.946                                  | | |           |
| Schiedsrichterin: Silvia Reyes Juárez ( Peru)      | | |           |
| Spielbericht                                       | | |           |

### Schweden – Kolumbien 0:2 (0:2)
| Schweden                                                              | Schweden | Kolumbien | Kolumbien |
| --------------------------------------------------------------------- | --- | --- | --------- |
| Schweden                                                              | \| 2. Viertelfinale \| \| 24. Juli 2010 um 11:30 Uhr in Bielefeld (FIFA U-20-Frauen-WM-Stadion) \| \| Zuschauer: 4.735 \| \| Schiedsrichterin: Hong Eun-ah ( Südkorea) \| \| Spielbericht \|                                                                                   | \| 2. Viertelfinale \| \| 24. Juli 2010 um 11:30 Uhr in Bielefeld (FIFA U-20-Frauen-WM-Stadion) \| \| Zuschauer: 4.735 \| \| Schiedsrichterin: Hong Eun-ah ( Südkorea) \| \| Spielbericht \|                                                                            | Kolumbien |
| Schweden                                                              | Hilda Carlén – Emma Kullberg, Elin Borg (26. Catrin Johansson), Mia Carlsson, Emilia Appelqvist , Josefine Alfsson (78. Sarah Stork), Sofia Jakobsson, Tilda Heimersson, Amanda Ilestedt, Antonia Göransson, Kristin Karlsson (55. Olivia Schough) Cheftrainer: Calle Barrling | Paula Forero – Natalia Gaitan , Natalia Ariza, Daniela Montoya (83. Melissa Ortiz), Paola Sanchez (88. Ana Maria Montoya), Yoreli Rincon, Liana Salazar, Yulieth Domínguez, Tatiana Ariza, Lady Andrade (90.+3' Ingrid Vidal), Carolina Arias Cheftrainer: Ricardo Rozo | Kolumbien |
| Schweden                                                              | 0:1 Rincon (11.) 0:2 T. Ariza (22.) | | Kolumbien |
| Schweden                                                              | Stork (85.) | Andrade (90.) | Kolumbien |
| 2. Viertelfinale                                                      | | |           |
| 24. Juli 2010 um 11:30 Uhr in Bielefeld (FIFA U-20-Frauen-WM-Stadion) | | |           |
| Zuschauer: 4.735                                                      | | |           |
| Schiedsrichterin: Hong Eun-ah ( Südkorea)                             | | |           |
| Spielbericht                                                          | | |           |

### Mexiko – Südkorea 1:3 (0:2)
| Mexiko                                                        | Mexiko | Südkorea | Südkorea |
| ------------------------------------------------------------- | --- | --- | -------- |
| Mexiko                                                        | \| 3. Viertelfinale \| \| 25. Juli 2010 um 18:30 Uhr in Dresden (Rudolf-Harbig-Stadion) \| \| Zuschauer: 21.146 \| \| Schiedsrichterin: Dagmar Damková ( Tschechien) \| \| Spielbericht \|                                                                                       | \| 3. Viertelfinale \| \| 25. Juli 2010 um 18:30 Uhr in Dresden (Rudolf-Harbig-Stadion) \| \| Zuschauer: 21.146 \| \| Schiedsrichterin: Dagmar Damková ( Tschechien) \| \| Spielbericht \|                                              | Südkorea |
| Mexiko                                                        | Cecilia Santiago – Alina Garciamendez, Bianca Sierra (78. Ashley Kotero), Kenti Robles, Nayeli Rangel , Mar Rodriguez (52. Natalia Gomez Junco), Stephany Mayor, Charlyn Corral, Renae Cuéllar, Monica Alvarado (88. Olivia Jimenez), Natalie Garcia Cheftrainer: Roberto Medina | Moon So-ri – Seo Hyun-sook, Lim Seon-joo (84. Koh Kyung-yeon), Jeong Yeon-ga, Kim Na-rae, Jung Hae-in, Ji So-yun, Lee Hyun-young (76. Jeoun Eun-ha), Lee Min-a (54. Kwon Eun-som), Kim Jin-young, Kim Hye-ri Cheftrainer: Choi In-cheul | Südkorea |
| Mexiko                                                        | 1:3 Gomez Junco (83.) | 0:1 Lee Hyun-young (14.) 0:2 Ji So-yun (28.) 0:3 Lee Hyun-young (67.) | Südkorea |
| 3. Viertelfinale                                              | | |          |
| 25. Juli 2010 um 18:30 Uhr in Dresden (Rudolf-Harbig-Stadion) | | |          |
| Zuschauer: 21.146                                             | | |          |
| Schiedsrichterin: Dagmar Damková ( Tschechien)                | | |          |
| Spielbericht                                                  | | |          |

### USA – Nigeria 1:1 n. V. (1:1, 1:0), 2:4 i. E.

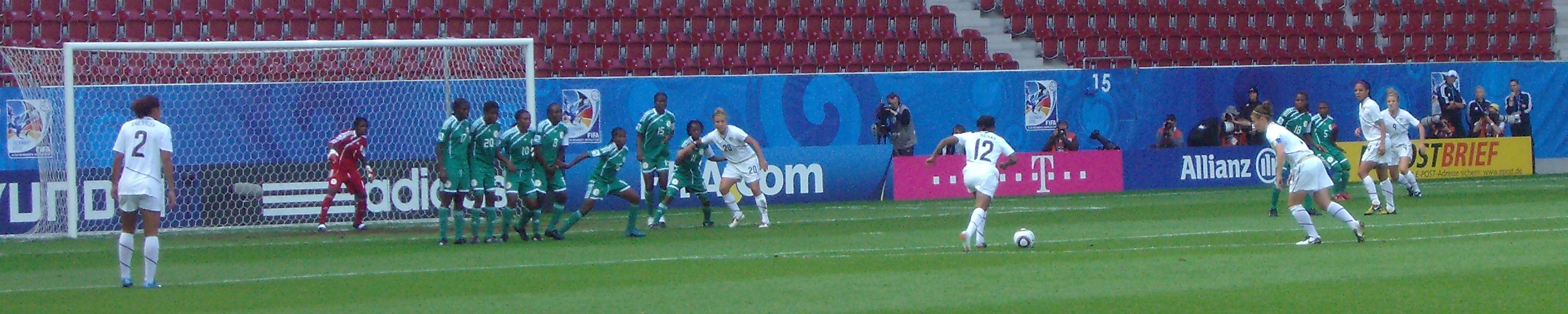
Zakiya Bywaters (12) versucht per Freistoß die Führung auszubauen.

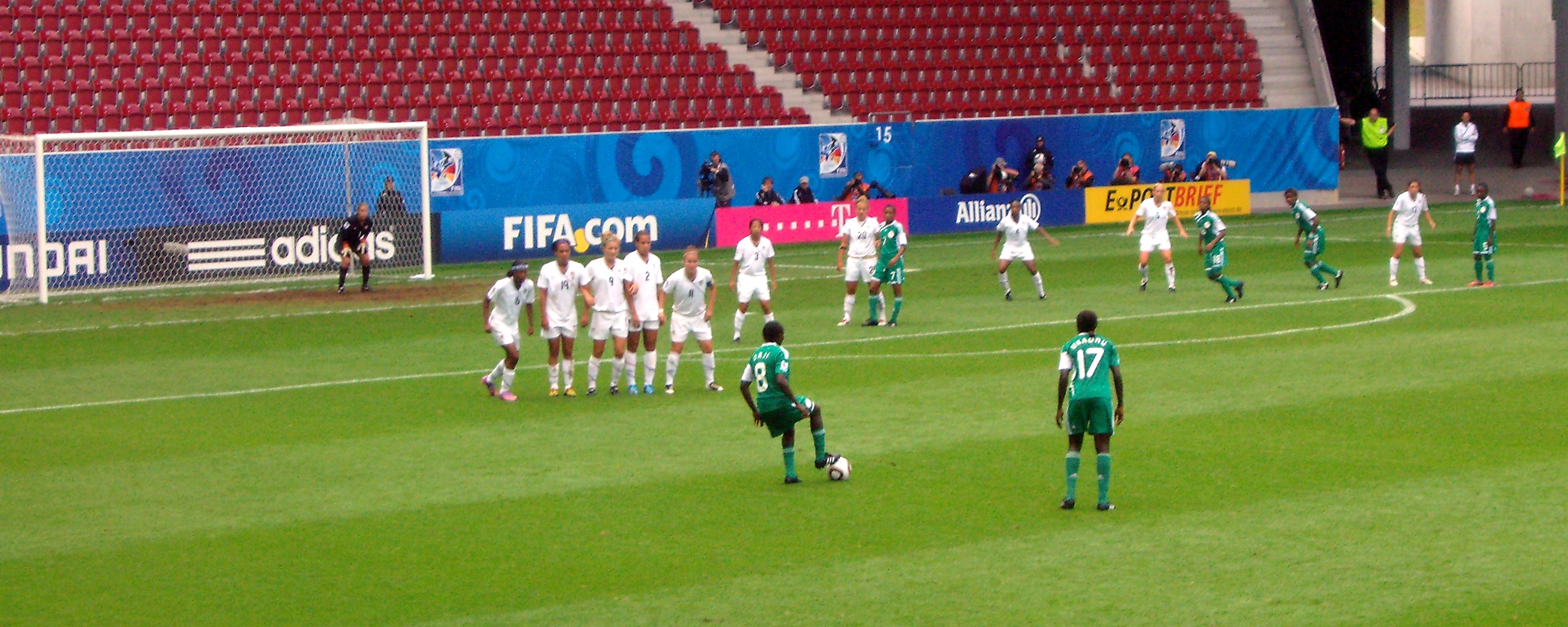
Helen Ukaonu (17) gelang nach 79 Minuten der Ausgleich durch einen Schuss in den Winkel.

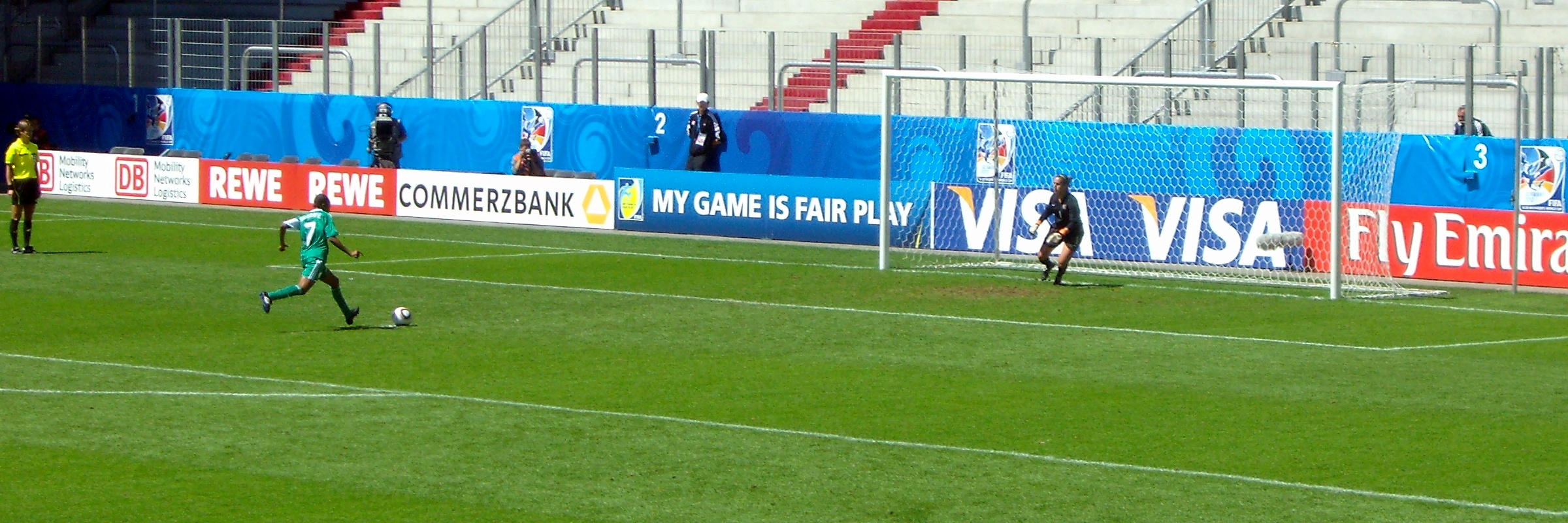
US-Torfrau Bianca Henninger bewegte sich auch beim zweiten Elfmeter-Versuch von Esther Sunday zu stark.

Offensiv beginnend, konnten die favorisierten US-Amerikanerinnen nach einem kurz ausgeführten Eckball und Pass von Mewis auf Brooks in der 9. Minute in Führung gehen. In der ersten Halbzeit gelangten die USA mit schnellem Angriffsfußball zu weiteren Chancen, bei denen Nigerias Torhüterin Alaba Jonathan nicht immer sicher wirkte; die Falconets insgesamt eher bemüht als aussichtsreich. Nach dem Seitenwechsel agierte Nigeria bissiger – 26 Fouls gegenüber 5 bei den USA gezählten sprechen sowohl für den Einsatzwillen als auch für die fehlenden spielerischen Mittel. Die Amerikanerinnen zogen sich weiter zurück und gelangten eher durch Standardsituationen in Tornähe: Ihre insgesamt 16 Eckstöße gegenüber 7 für Nigeria demonstrieren dies ebenso wie der geringere Ballbesitzanteil von 48 Prozent für die USA. Mit Nigerias einzigem Freistoß in Tornähe konnte Helen Ukaonu in der 79. Minute US-Torfrau Bianca Henninger überwinden und damit den nigerianischen Bemühungen zum Ausgleich zum Erfolg verhelfen. Bis zur Verlängerung musste sich Henninger noch mehrfach auszeichnen, um ein weiteres Gegentor zu verhindern; die Falconets spielten seit der Einwechselung von Esther Sunday sicherer nach vorne.
In der Verlängerung konnte dann Alaba Jonathan Klasse demonstrieren, indem sie einige Torchancen des US-Teams vereitelte, das vor allem durch die Einwechselung der schnellen Meg Morris wieder Offensivkraft gewann. Die Überlegenheit der ersten Halbzeit konnten die USA jedoch in der Verlängerung nicht wiederherstellen, und auch Nigeria kam zu Torgelegenheiten, besonders Oparanozie, die allein vor Henninger den Ball neben das Tor schoss. Im Elfmeterschießen konnte Alaba Jonathan den ersten Schuss halten. Kurios war dann allerdings das Antreten Esther Sundays gegen Bianca Henninger: Sunday konnte in zwei Anläufen nicht verwandeln, doch die englische Schiedsrichterin Alexandra Ihringová pfiff beide Male ab, offenbar weil Bianca Henninger sich zu stark bewegt hatte. Im dritten Versuch versenkte Sunday dann den Ball im Netz. Die Entscheidung fiel durch den Schuss der amerikanischen Star-Stürmerin Sydney Leroux, der über die Latte ging.
Der nigerianische Trainer Ndem Egan bewertete den Halbfinaleinzug als „bisher größte[n] Erfolg des nigerianischen Frauenfußballs“.
| USA                                                                  | USA | Nigeria | Nigeria |
| -------------------------------------------------------------------- | --- | --- | ------- |
| Vereinigte Staaten                                                   | \| 4. Viertelfinale \| \| 25. Juli 2010 um 11:30 Uhr in Augsburg (FIFA U-20-Frauen-WM-Stadion) \| \| Zuschauer: 7.135 \| \| Schiedsrichterin: Alexandra Ihringová ( England) \| \| Spielbericht \|                                                          | \| 4. Viertelfinale \| \| 25. Juli 2010 um 11:30 Uhr in Augsburg (FIFA U-20-Frauen-WM-Stadion) \| \| Zuschauer: 7.135 \| \| Schiedsrichterin: Alexandra Ihringová ( England) \| \| Spielbericht \|                                   | Nigeria |
| Vereinigte Staaten                                                   | Bianca Henninger – Toni Pressley, Rachel Quon, Crystal Dunn, Kendall Johnson – Kristie Mewis, Christine Nairn , Zakiya Bywaters (70. Maya Hayes, 106. Meg Morris), Casey Short (66. Mollie Pathman), Amber Brooks – Sydney Leroux Cheftrainerin: Jill Ellis | Alaba Jonathan – Joy Jegede , Helen Ukaonu, Osinachi Ohale – Cecilia Nku, Rebecca Kalu, Glory Iroka – Ebere Orji (114. Ngozi Ebere), Desire Oparanozie, Charity Adule, Amarachi Okoronkwo (68. Esther Sunday) Cheftrainer: Ndem Egan | Nigeria |
| Vereinigte Staaten                                                   | 1:0 Brooks (9.) | 1:1 Ukaonu (79.) | Nigeria |
| Vereinigte Staaten                                                   | Elfmeterschießen | | Nigeria |
| Vereinigte Staaten                                                   | 0:1 Nairn 1:2 Pathman 2:3 Mewis 2:4 Leroux | 0:1 Jegede 0:2 Ukaonu 1:3 Sunday 2:4 Oparanozie | Nigeria |
| Vereinigte Staaten                                                   | Okoronkwo (33.), Adule (64.), Ohale (75.), Oparanozie (120.) | | Nigeria |
| 4. Viertelfinale                                                     | | |         |
| 25. Juli 2010 um 11:30 Uhr in Augsburg (FIFA U-20-Frauen-WM-Stadion) | | |         |
| Zuschauer: 7.135                                                     | | |         |
| Schiedsrichterin: Alexandra Ihringová ( England)                     | | |         |
| Spielbericht                                                         | | |         |

## Halbfinale

### Deutschland – Südkorea 5:1 (2:0)
| Deutschland                                        | Deutschland | Südkorea | Südkorea |
| -------------------------------------------------- | --- | --- | -------- |
| Deutschland                                        | \| 1. Halbfinale \| \| 29. Juli 2010 um 15:30 Uhr in Bochum (Ruhrstadion) \| \| Zuschauer: 18.217 \| \| Schiedsrichterin: Silvia Reyes Juárez ( Peru) \| \| Spielbericht \|                                                                                             | \| 1. Halbfinale \| \| 29. Juli 2010 um 15:30 Uhr in Bochum (Ruhrstadion) \| \| Zuschauer: 18.217 \| \| Schiedsrichterin: Silvia Reyes Juárez ( Peru) \| \| Spielbericht \|                                                           | Südkorea |
| Deutschland                                        | Almuth Schult – Tabea Kemme, Marith Priessen, Kristina Gessat, Marina Hegering (70. Stefanie Mirlach), Svenja Huth, Dzsenifer Marozsán, Alexandra Popp (76. Selina Wagner), Sylvia Arnold, Kim Kulig (80. Valeria Kleiner), Bianca Schmidt Cheftrainerin: Maren Meinert | Moon So-ri – Seo Hyun-sook, Lim Seon-joo (57. Kwon Eun-som), Jeong Yeon-ga, Kim Na-rae, Jung Hae-in (62. Jeoun Eun-ha), Ji So-yun, Lee Hyun-young, Lee Min-a, Kim Jin-young (81. Lee Young-ju), Kim Hye-ri Cheftrainer: Choi In-cheul | Südkorea |
| Deutschland                                        | 1:0 Huth (13.) 2:0 Kulig (26.) 3:0 Popp (50.) 4:0 Kulig (53.) 5:1 Popp (67., Handelfmeter) | 4:1 Ji So-yun (64.) | Südkorea |
| Deutschland                                        | Kleiner (84.) | Jeoun Eun-ha (83.) | Südkorea |
| 1. Halbfinale                                      | | |          |
| 29. Juli 2010 um 15:30 Uhr in Bochum (Ruhrstadion) | | |          |
| Zuschauer: 18.217                                  | | |          |
| Schiedsrichterin: Silvia Reyes Juárez ( Peru)      | | |          |
| Spielbericht                                       | | |          |

### Kolumbien – Nigeria 0:1 (0:1)
| Kolumbien                                                             | Kolumbien | Nigeria | Nigeria |
| --------------------------------------------------------------------- | --- | --- | ------- |
| Kolumbien                                                             | \| 2. Halbfinale \| \| 29. Juli 2010 um 18:30 Uhr in Bielefeld (FIFA U-20-Frauen-WM-Stadion) \| \| Zuschauer: 7.040 \| \| Schiedsrichterin: Christina Pedersen ( Norwegen) \| \| Spielbericht \|                                                                       | \| 2. Halbfinale \| \| 29. Juli 2010 um 18:30 Uhr in Bielefeld (FIFA U-20-Frauen-WM-Stadion) \| \| Zuschauer: 7.040 \| \| Schiedsrichterin: Christina Pedersen ( Norwegen) \| \| Spielbericht \|                                     | Nigeria |
| Kolumbien                                                             | Paula Forero – Natalia Gaitan , Natalia Ariza, Daniela Montoya (43. Katerin Castro), Ingrid Vidal, Paola Sanchez (57. Ana Maria Montoya), Yoreli Rincon, Liana Salazar, Yulieth Domínguez, Tatiana Ariza, Carolina Arias (86. Melissa Ortiz) Cheftrainer: Ricardo Rozo | Alaba Jonathan – Joy Jegede , Helen Ukaonu, Osinachi Ohale, Esther Sunday (38. Charity Adule) – Cecilia Nku, Rebecca Kalu, Glory Iroka – Ebere Orji, Desire Oparanozie, Amarachi Okoronkwo (67. Soo Adekwagh) Cheftrainer: Ndem Egan | Nigeria |
| Kolumbien                                                             | 0:1 Orji (2.) | | Nigeria |
| Kolumbien                                                             | Gaitan (25.) | Okoronkwo (25.), Orji (80.), Ukaonu (89.) | Nigeria |
| 2. Halbfinale                                                         | | |         |
| 29. Juli 2010 um 18:30 Uhr in Bielefeld (FIFA U-20-Frauen-WM-Stadion) | | |         |
| Zuschauer: 7.040                                                      | | |         |
| Schiedsrichterin: Christina Pedersen ( Norwegen)                      | | |         |
| Spielbericht                                                          | | |         |

## Spiel um Platz 3

### Südkorea – Kolumbien 1:0 (0:0)
| Südkorea                                                               | Südkorea | Kolumbien | Kolumbien |
| ---------------------------------------------------------------------- | --- | --- | --------- |
| Südkorea                                                               | \| Spiel um Platz 3 \| \| 1. August 2010 um 12:00 Uhr in Bielefeld (FIFA U-20-Frauen-WM-Stadion) \| \| Zuschauer: 24.633 \| \| Schiedsrichterin: Bibiana Steinhaus ( Deutschland) \| \| Spielbericht \|                                   | \| Spiel um Platz 3 \| \| 1. August 2010 um 12:00 Uhr in Bielefeld (FIFA U-20-Frauen-WM-Stadion) \| \| Zuschauer: 24.633 \| \| Schiedsrichterin: Bibiana Steinhaus ( Deutschland) \| \| Spielbericht \|                                                                  | Kolumbien |
| Südkorea                                                               | Moon So-ri – Seo Hyun-sook, Lim Seon-joo, Jeong Yeon-ga, Kim Hye-ri – Kim Na-rae, Lee Hyun-young (83. Park Hee-young), Lee Min-a (61. Jung Hae-in), Kim Jin-young (46. Jeoun Eun-ha) – Kwon Eun-som, Ji So-yun Cheftrainer: Choi In-cheul | Paula Forero – Natalia Gaitan , Yulieht Dominguez – Natalia Ariza, Daniela Montoya – Yorely Rincon, Liana Salazar, Tatiana Ariza (46. Katerin Castro), Carolina Arias, Ana Maria Montoya (78. Lina Taborda) – Lady Andrade (76. Melissa Ortiz) Cheftrainer: Ricardo Rozo | Kolumbien |
| Südkorea                                                               | 1:0 Ji So-yun (49.) | | Kolumbien |
| Südkorea                                                               | N. Ariza (25.), Dominguez (32.), Salazar (36.) | | Kolumbien |
| Spiel um Platz 3                                                       | | |           |
| 1. August 2010 um 12:00 Uhr in Bielefeld (FIFA U-20-Frauen-WM-Stadion) | | |           |
| Zuschauer: 24.633                                                      | | |           |
| Schiedsrichterin: Bibiana Steinhaus ( Deutschland)                     | | |           |
| Spielbericht                                                           | | |           |

## Finale

### Deutschland – Nigeria 2:0 (1:0)
| Deutschland                                                            | Deutschland | Nigeria | Nigeria |
| ---------------------------------------------------------------------- | --- | --- | ------- |
| Deutschland                                                            | \| Finale \| \| 1. August 2010 um 15:00 Uhr in Bielefeld (FIFA U-20-Frauen-WM-Stadion) \| \| Zuschauer: 24.633 \| \| Schiedsrichterin: Carol Chénard ( Kanada) \| \| Spielbericht \|                                                                                 | \| Finale \| \| 1. August 2010 um 15:00 Uhr in Bielefeld (FIFA U-20-Frauen-WM-Stadion) \| \| Zuschauer: 24.633 \| \| Schiedsrichterin: Carol Chénard ( Kanada) \| \| Spielbericht \|                               | Nigeria |
| Deutschland                                                            | Almuth Schult – Tabea Kemme, Marith Priessen, Kristina Gessat, Marina Hegering , Svenja Huth (82. Turid Knaak), Dzsenifer Marozsán (79. Stefanie Mirlach), Alexandra Popp, Sylvia Arnold (88. Selina Wagner), Kim Kulig, Bianca Schmidt Cheftrainerin: Maren Meinert | Alaba Jonathan – Gloria Ofoegbu (55. Amarachi Okoronkwo), Osinachi Ohale, Joy Jegede , Helen Ukaonu – Cecilia Nku, Rebecca Kalu, Glory Iroka – Esther Sunday, Ebere Orji, Desire Oparanozie Cheftrainer: Ndem Egan | Nigeria |
| Deutschland                                                            | Popp (8.) Ohale (90.+2', Eigentor) | | Nigeria |
| Deutschland                                                            | Kalu (49.) | | Nigeria |
| Finale                                                                 | | |         |
| 1. August 2010 um 15:00 Uhr in Bielefeld (FIFA U-20-Frauen-WM-Stadion) | | |         |
| Zuschauer: 24.633                                                      | | |         |
| Schiedsrichterin: Carol Chénard ( Kanada)                              | | |         |
| Spielbericht                                                           | | |         |